# Laks
Pour les articles homonymes, voir Laks (homonymie).

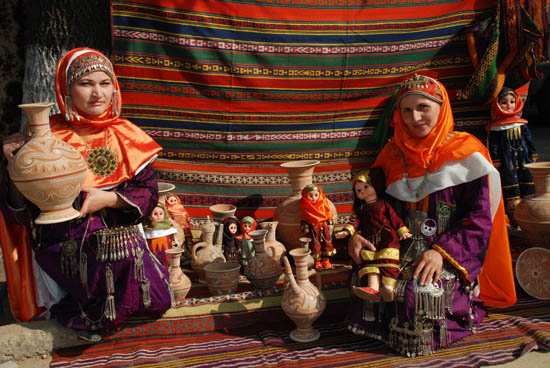
Vente d'objets artisanaux lak à Balkhar (Daghestan)

Les Laks (en russe : Лакцы, Laktsy) constituent un des peuples nord-caucasiens du Daghestan.

## Géographie
Le berceau historique des Laks se trouve au milieu des montagnes du Daghestan :
- dans le raïon des Laks, dont le centre administratif est Koumoukh, leur capitale historique ;
- dans le raïon de Kouline, dont le centre administratif est Vatchi.

En Russie, leur population s'élevait à 156 545 personnes en 2002 et à 178 630 personnes en 2010, sur une population totale d'environ 180 000, un petit nombre étant en Ukraine. 

## Religion
Ils professent l'islam sunnite, surtout de tendance chaféiste, qui s'est répandu entre les XIe et XIVe siècles.

## Langue
Les Laks parlent le lak (autrefois appelé kazi-koumyk ou kazikoumouk), une langue proche du dargwa. Ils utilisèrent l'alphabet arabe du XVe siècle jusqu'en 1928, avant d'utiliser l'alphabet latin, puis l'alphabet cyrillique depuis 1938. 
Il existe une dizaine de dialectes du lak, dont quatre sont encore répandus : celui de Koumoukh, celui autour de l'aoul de Vikhli, celui de l'aoul de Balkhar et celui de Vatschi-koul. 
Les premiers à avoir étudié cette langue d'un point de vue lexical et grammatical furent Güldenstädt et Klaproth.

## Personnalités
- Moukhammad Dandamaïev (1928-2017), iranologue
- Moussa Manarov (1951-), cosmonaute
- Shirvani Muradov (1985-), lutteur libre
- Omari Akhmedov (1987-), sportif arts martiaux
- Islam Ramazanovich Makhachev (1991-), sportif MMA